# بين أهلنا
بين أهلنا هو برنامج تلفزيوني يبث على قناة إم بي سي العراق في شهر رمضان وفكرته هم ثلاثة شبان يجولون المناطق العراقية، ويزورون الأرياف والمدن في مغامرة شبابية مثيرة، مع مقدمين البرنامج حيدر عبد ثامر، حيدر أبو العباس، وطارق زياد يسلّط البرنامج الضوء على المعالم والآثار والبيوت القديمة داخل العراق، ليتعرف المشاهد بذلك على تاريخها وأصالتها وقصصها المختلفة. ويأخذ البرنامج طابعاً واقعياً، ويشتمل على تفاصيل إنسانية نابعة من بساطة الفكرة وعفوية الناس الذين يقابلهم المقدمون، عدا عن الجوائز المتميزة

## طاقم العمل
- حيدر عبد ثامر
- حيدر ابو العباس
- طارق زياد

## روابط خارجية
- صفحة البرنامج على موقع شاهد نت
- بين أهلنا على موقع قاعدة بيانات الأفلام العربية
- بين أهلنا على موقع قاعدة بيانات الأفلام العربية
- بين أهلنا على موقع قاعدة بيانات الأفلام العربية